# Rathonggletscher
Der Rathonggletscher, auch Östlicher Rathonggletscher (englisch East Rathong Glacier),  ist ein etwa 5 km langer Gletscher im Himalaya im Westen von Sikkim in Indien.

## Lage
Der Rathonggletscher befindet sich 16 km südlich vom Kangchendzönga, dem dritthöchsten Berg der Erde. Der Gletscher hat sein Nährgebiet unterhalb der Südostflanke des Rathong (6682 m) auf einer Höhe von ungefähr 6000 m. Der Rathonggletscher wird im Norden von den Gipfeln Kabru Süd (7317 m) und Kabru Dome (6682 m) eingerahmt. Der Rathonggletscher strömt im unteren Bereich in Richtung Südost und endet auf einer Höhe von ungefähr 4700 m. Er speist den Rathong Chu, ein rechter Nebenfluss des Rangit.
Der Rathonggletscher hat eine Fläche von etwa 4 km² mit abnehmender Tendenz. Er ist im Rückzug begriffen. Zwischen 1979 und 2012 zog sich der Gletscher in einem Zeitraum von 33 Jahren um 460 m zurück. Die jährliche Rückzugsrate lag bei etwa 13,3 m. Unterhalb des Gletschers befindet sich eine 1 km lange Moräne sowie an deren unteren Ende ein 4 ha großer Gletscherrandsee.
Südwestlich vom Rathong befindet sich der 5197 m hoch gelegene Gebirgspass Rathong La an der Grenze zu Nepal. Auf der westlichen Seite des Gebirgspasses in Nepal befand sich der „Westliche Rathonggletscher“, ein früherer Tributärgletscher des Yalunggletschers. Vom Westlichen Rathonggletscher ist heute nur noch Schuttmaterial vorhanden. 